# Elecciones estatales de Sajonia de 2014
Las elecciones estatales de Sajonia de 2014, de acuerdo a la constitución estatal, se llevaron a cabo en el estado federado alemán de Sajonia el domingo 31 de agosto de 2014. El ministro presidente Stanislaw Tillich intentó exitosamente mantenerse en el poder, siendo reelegido, con su partido (la CDU) obteniendo 59 escaños y el 39.7% de los votos. Debido a no tener mayoría absoluta en el Landtag (parlamento regional), la CDU formó una coalición con el SPD.
La elección de Sajonia se llevó a cabo antes del inicio de las clases, el último día de las vacaciones escolares de verano. Dos semanas después de las elecciones estatales se celebraron las elecciones estatales de Brandeburgo y Turingia.

## Antecedentes

### Partidos principales
En la última elección estatal, la CDU se había convertido en la fuerza más poderosa, como en años anteriores. El primer ministro Stanislaw Tillich entonces había formado su gobierno sobre la base de una coalición negro-amarilla (CDU/FDP).  Antes de las elecciones de 2014, el gobierno de Sajonia era el único en todo el país, donde estaba involucrado el FDP. La continuación de esta coalición era cuestionable, debido a que el FDP se encontraba en la mayoría de las encuestas por debajo del umbral del 5%.
El principal partido de la oposición en Sajonia era Die Linke. 
Para el SPD, tercera fuerza política de Sajonia, la elección estatal de Sajonia era su segunda prueba electoral después de las elecciones europeas,  tras haberse convertido en socio de coalición de la CDU a nivel federal luego de las elecciones de 2013. La labor del SPD en el gobierno federal había sido percibida como positiva en aquel momento, ya que los temas que habían trabajado hasta entonces en el gobierno habían sido principalmente sus promesas electorales. Sin embargo, en las encuestas, el SPD no aparecía demasiado favorecido.
Los Verdes eran en aquel momento la cuarta fuerza política, habiendo obtenido el 6,4% en 2009.

### Otros partidos
El NPD había logrado en 2004 su mejor resultado en Sajonia, con el 9,2%. Había obtenido el 5.6% en 2009.
El Partido Pirata había alcanzado el 1,9 por ciento de los votos en la última elección estatal de 2009. Durante su ola de popularidad en 2012, el Partido Pirata había logrado hasta un 9% en encuestas, pero esto no se concretó, ya que su ola se extinguió y las encuestas comenzaron a bajar.
En las elecciones estatales de 2009, el Tierschutzpartei se había convertido en el mayor partido de la oposición extraparlamentaria. 
El AfD se presentaba por primera vez en una elección estatal en Sajonia. En las elecciones federales y en las elecciones europeas, la AfD había sido capaz de lograr su resultado más fuerte en Sajonia. En las elecciones europeas, el partido en Sajonia había recibido más del 10% de los votos.
Los Votantes Libres, al igual que el AfD, se presentaban por primera vez.

## Partidos participantes
Los partidos no representados que deseaban participar en la elección debieron presentar sus candidaturas a más tardar el 26 de junio de 2014 en el Servicio Electoral Estatal.
Las listas de los partidos que no estaban representados en el Bundestag o en el Landtag debieron obtener 1000 firmas de apoyo para ser aprobadas. El 14 de julio las propuestas electorales aprobadas finalmente se anunciaron:
| Sigla o abreviatura | Sigla o abreviatura | Partido                                                                                       | Candidato (a)      | Número de miembros en el estado |
| ------------------- | ------------------- | --------------------------------------------------------------------------------------------- | ------------------ | ------------------------------- |
|                     | CDU                 | Christlich Demokratische Union Deutschlands                                                   | Stanislaw Tillich  | 12.000                          |
|                     | DIE LINKE           | Die Linke                                                                                     | Rico Gebhardt      | 9.686                           |
|                     | SPD                 | Sozialdemokratische Partei Deutschlands                                                       | Martin Dulig       | 4.588                           |
|                     | FDP                 | Freie Demokratische Partei                                                                    | Holger Zastrow     | 2.200                           |
|                     | GRÜNE               | Bündnis 90/Die Grünen                                                                         | Antje Hermenau     | 1.370                           |
|                     | NPD                 | Nationaldemokratische Partei Deutschlands                                                     | Holger Szymanski   | 761                             |
|                     | Tierschutzpartei    | Partei Mensch Umwelt Tierschutz                                                               | Wolfgang Hantzsche | 28                              |
|                     | PIRATEN             | Piratenpartei Deutschland                                                                     | Sandra Willer      | 805                             |
|                     | BüSo                | Bürgerrechtsbewegung Solidarität                                                              | Karsten Werner     | 80                              |
|                     | DSU                 | Deutsche Soziale Union                                                                        | Roberto Rink       | 110                             |
|                     | AfD                 | Alternative für Deutschland                                                                   | Frauke Petry       | 680                             |
|                     | pro Deutschland     | Bürgerbewegung pro Deutschland                                                                | Mirko Schmidt      | 296                             |
|                     | FREIE WÄHLER        | Freie Wähler                                                                                  | Steffen Große      | 86                              |
|                     | Die PARTEI          | Partei für Arbeit, Rechtsstaat, Tierschutz, Elitenförderung und basisdemokratische Initiative | Tobias Göthert     | 360                             |

## Designación de candidatos

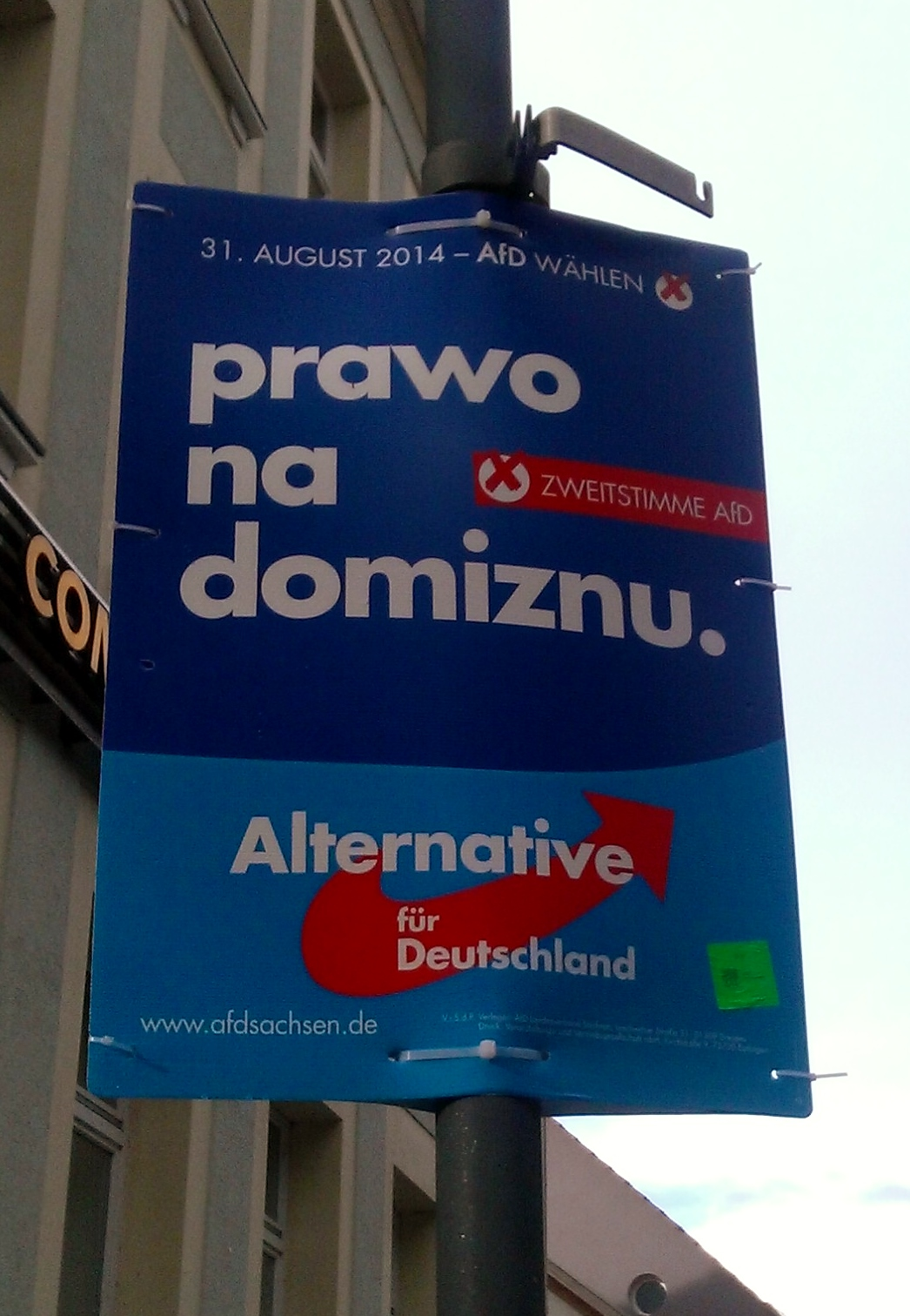
Afiche de campaña del AfD

La CDU determinó el 18 de enero de 2014, presentar una vez más al primer ministro Stanislaw Tillich con el 95,3% de los votos de los delegados en su congreso. 
El 16 de noviembre de 2013, el partido Die Linke nominó a su líder parlamentario Rico Gebhardt en el 10.º Congreso Estatal en Leipzig con el 64,4% de los votos. 
El SPD presentó al líder parlamentario Martin Dulig, quien fue elegido con el 88,75%. 
El FDP votó el 1 de febrero de 2014, en un congreso del partido en Lobau con el 90,2% de los votos de los delegados del partido al presidente del grupo parlamentario Holger Zastrow.
Los Verdes celebraron una votación el 8 de marzo, eligiendo a Antje Hermenau con el 61,8%, así como al presidente estatal Volkmar Zschocke con el 87,7%, siendo dos cabezas de lista.
El NPD eligió el 1 de marzo de 2014, en su convención estatal en Zwickau-Schlunzig a su presidente estatal Holger Szymanski.
Los Piratas, el 25 de enero de 2014, en su convención estatal en Claussnitz eligieron a Sandra Willer con el 67,3%.
El AfD eligió el 26 de abril de 2014, en una convención estatal en Weinbohla a su presidenta estatal Frauke Petry como candidata.

## Campaña
La CDU y el FDP centraron su campaña en valores patrióticos; si bien difirieron ligeramente. La CDU destacó su orgullo por Sajonia y promocionó la figura de Tillich, perfilándolo como un líder que se preocupa del bienestar de todos. De manera similar, el FDP destacó su anterior trabajo, perfilándose como el único partido capaz de luchar por el desarrollo del estado, desde el punto de vista económico. No hubo planes de campaña conjunta entre ambos partidos.
El SPD centró su campaña en los temas de la educación, la familia y las pensiones, preocupándose por lo que Dulig describió como Sajonia del mañana.  La campaña electoral del SPD estuvo muy adaptada al candidato Martin Dulig, quién también se integró con su familia en la campaña electoral. Dulig también fue apoyado por el ex canciller Gerhard Schröder. 
Los Verdes por otra parte, también priorizaron la educación durante su campaña, además de implementar políticas ecológicas como la energía renovable.
Die Linke basó su programa en la justicia social y el respeto a las minorías sin dejar de lado el progreso económico. Por último, el NPD basó su campaña en la restricción de la inmigración (principalmente en la llamada islamización de Alemania)  y de las drogas, además del combatimiento de la delincuencia, perfilándose como una real oposición.
Por último, el AfD llamó a construir una sociedad más segura, mediante la implementación de patrullas policíacas, así como una política energética sensata para que los rendimientos fueran asequibles, así como otros temas relacionados con los bancos y la economía en general.

### Debates
Seis días antes de la elección, el 25 de agosto, se realizó un debate televisado de una hora y media de duración por la cadena ARD, titulado Sachsen hat die Wahl - die TV-Debatte, entre los candidatos Tillich, Dulig, Szymanski, Zastrow, Hermenau y Gebhardt.

## Encuestas

### Próximas a la elección
| Realizador de la Encuesta | Fecha          |        |        |        |        |       | NPD   | Piraten |       | FW    | Otros |
| ------------------------- | -------------- | ------ | ------ | ------ | ------ | ----- | ----- | ------- | ----- | ----- | ----- |
| Resultado                 | 31.08.2014     | 39,4%  | 18,9 % | 12,4 % | 3,8 %  | 5,7 % | 4,9 % | 1,1 %   | 9,7 % | 1,6 % | 2,5 % |
| Forschungsgruppe Wahlen   | 28.08.2014     | 40,5 % | 19 %   | 15 %   | 3 %    | 5,5 % | 5 %   | n. a.   | 7 %   | n. a. | 5 %   |
| Infratest dimap           | 21.08.2014     | 40 %   | 19 %   | 14 %   | 3,5 %  | 6,5 % | 5 %   | n. a.   | 7 %   | n. a. | 5 %   |
| Forschungsgruppe Wahlen   | 21.08.2014     | 39 %   | 20 %   | 15 %   | 3 %    | 6 %   | 5 %   | n. a.   | 7 %   | n. a. | 5 %   |
| uniQma                    | 18.08.2014     | 42 %   | 18 %   | 13 %   | 3 %    | 6 %   | 4 %   | 1 %     | 6 %   | 2 %   | 5 %   |
| IM Field                  | 09.08.2014     | 43 %   | 20 %   | 14 %   | 3 %    | 7 %   | 3 %   | n. a.   | 5 %   | n. a. | 5 %   |
| INSA                      | 08.08.2014     | 40 %   | 19 %   | 14 %   | 5 %    | 5 %   | 4 %   | n. a.   | 6 %   | n. a. | 6 %   |
| Resultado 2009            | Resultado 2009 | 40,2 % | 20,6 % | 10,4 % | 10,0 % | 6,4 % | 5,6 % | 1,9 %   | –     | 1,4 % | 3,5 % |

## Resultados oficiales
A continuación se muestra la cantidad de votos obtenidos por cada partido, sus escaños y su porcentaje:
| Hab. Inscritos | Hab. Inscritos       | 3.376.627      |            |                |           |            |        |         |        |
| Votantes       | Votantes             | 1.659.497      | 49,1       |                |           |            |        |         |        |
| Votos directos | Votos directos       | Votos directos | Porcentaje | Mand. directos | Votos     | Porcentaje | Cambio | Escaños | Cambio |
| Votos válidos  | Votos válidos        | 1.630.435      | 98,2       |                | 1.637.499 | 98,7       |        |         |        |
| Votos nulos    | Votos nulos          | 29.062         | 1,8        |                | 21.998    | 1,3        |        |         |        |
|                | CDU                  | 646.729        | 39,7       | 59             | 645.414   | 39,4       | −0,8   | 59      | +1     |
|                | Die Linke            | 341.798        | 21,0       | 1              | 309.581   | 18,9       | −1,7   | 27      | −2     |
|                | SPD                  | 215.689        | 13,2       |                | 202.396   | 12,4       | +2,0   | 18      | +4     |
|                | AfD                  | 105.024        | 6,4        |                | 159.611   | 9,7        | +9,7   | 14      | +14    |
|                | Verdes               | 102.614        | 6,3        |                | 93.857    | 5,7        | −0.7   | 8       | −1     |
|                | NPD                  | 83.717         | 5,1        |                | 81.051    | 4,9        | −0,7   | 0       | −8     |
|                | FDP                  | 66.330         | 4,1        |                | 61.840    | 3,8        | −6,2   | 0       | −14    |
|                | Freie Wähler         | 32.389         | 2,0        |                | 26.434    | 1,6        | +1,6   |         |        |
|                | Die Tierschutzpartei | —              | —          |                | 18.611    | 1,1        | −1,0   |         |        |
|                | Piraten              | 25.946         | 1,6        |                | 18.157    | 1,1        | −0,8   |         |        |
|                | Die Partei           | 3.008          | 0,2        |                | 11.588    | 0,7        | +0,7   |         |        |
|                | BüSo                 | 5.874          | 0,4        |                | 3.340     | 0,2        | 0,0    |         |        |
|                | pro Deutschland      | —              | —          |                | 3.149     | 0,2        | +0,2   |         |        |
|                | DSU                  | 252            | 0,0        |                | 2.470     | 0,2        | 0,0    |         |        |
|                | Konrad Skatula       | 418            | 0,0        |                |           |            |        |         |        |
|                | Wagner               | 316            | 0,0        |                |           |            |        |         |        |
|                | WF MFU               | 141            | 0,0        |                |           |            |        |         |        |
|                | Schaar               | 113            | 0,0        |                |           |            |        |         |        |
|                | Freie Bürger         | 77             | 0,0        |                |           |            |        |         |        |

Fuente: Sachsen.de
La CDU siguió siendo el partido más fuerte con el 39,4% de los votos, registrando una baja leve en su votación. Aun así, el partido logró aumentar su representación a 59 escaños tras obtener un mandato directo adicional.
Die Linke siguió siendo la segunda fuerza, aunque tuvo una baja de votos y escaños.
El SPD registró ganancias importantes de dos puntos porcentuales y cuatro escaños.
El AfD obtuvo el 9,7% de los votos, entrando por primera vez en su historia representación en un parlamento regional, con 14 escaños. En tanto, los Verdes registraron pérdidas leves en votos y escaños. 
El NPD quedó fuera del Parlamento por estrecho margen (4,9%), y registró pérdidas leves. El FDP, por el contrario, sufrió un duro golpe al obtener pérdidas significativas (pasando de un 10% a un 3,8%) y al perder su representación en el parlamento. 
El resto de partidos obtuvo en su conjunto un 5,1%.

### Análisis de migración electoral
Los análisis de la elección (de acuerdo a los primeros conteos) mostraron que la CDU había obtenido 20.000 votos de los antiguos electores del FDP, y 4000 de los de Die Linke. Por otro lado, unos 35.000 electores de la CDU habían dado su apoyo al AfD, 14.000 al SPD y 4000 al NPD. Además unos 20.000 electores de la CDU no participaron en la elección.
En cuanto al AfD, los resultados arrojaron que el 39% de los electores que dieron su voto al partido lo hicieron por convencimiento y el 55% por decepción. En la siguiente tabla se muestra cuantos electores de otros partidos (en 2009) dieron su apoyo al AfD:
| Partido | Electores (aprox) |
| ------- | ----------------- |
|         | 33.000            |
|         | 15.000            |
|         | 8.000             |
|         | 18.000            |
| NPD     | 13.000            |
|         | 3.000             |

## Controversias

### Resultados del NPD
Uno de los aspectos más controvertidos de la elección fueron los resultados del NPD. El partido recibió el 4,95% de los votos, lo cual representaba una diferencia de apenas un 0,05% (tan solo 809 votos) respecto a la cláusula del cinco por ciento. 
Esto resultó ser aún más polémico tomando en cuenta que el NPD se había mantenido en el 5,0% durante casi toda la jornada electoral y habían bajado al 4,9% en último momento. Durante un momento se puso en duda si la mínima diferencia sería obviada o no, pero finalmente se decidió que el NPD quedaría sin representación parlamentaria. De haberse mantenido en el 5,0%, el NPD hubuiera obtenido 7 escaños.
Tras el resultado, el diputado nacionaldemócrata Jürgen Gansel acusó a los votantes del NPD de haber apoyado al AfD, sabiendo que cada voto contaría.
La acusación de Gansel resultó ser cierta, ya que los resultados preliminares arrojaron que el 10% del electorado del NPD en la elección anterior (unos 16.000 votantes, si bien tras los siguientes conteos se habló de 13.000) había apoyado al AfD en esta elección, lo cual resultó ser fatal para el partido.

## Formación de gobierno
La CDU formó una coalición con el SPD, luego de que este último realizara una votación en la que podían participar todos los ciudadanos sajones que estuvieran afiliados al partido. Los resultados arrojaron que el 82,2% de los votantes estaba a favor de una coalición con la CDU.
Tillich se mantuvo en el cargo de ministro-presidente.